# Reszel
Reszel é um município da Polônia, na voivodia da Vármia-Masúria e no condado de Kętrzyn. Estende-se por uma área de 3,82 km², com 4 615 habitantes, segundo os censos de 2017, com uma densidade de 1208,1 hab/km².